# Comuna de Fredropol
Fredropol (polaco: Gmina Fredropol) é uma gminy (comuna) na Polónia, na voivodia de Subcarpácia e no condado de Przemyski. A sede do condado é a cidade de Fredropol.
De acordo com os censos de 2004, a comuna tem 5410 habitantes, com uma densidade 33,9 hab/km².

## Área
Estende-se por uma área de 159,68 km², incluindo:
- área agricola: 41%
- área florestal: 50%

## Demografia
Dados de 30 de Junho 2004:
|                      | Total   | Total | Mulheres | Mulheres | Homens  | Homens |
| -------------------- | ------- | ----- | -------- | -------- | ------- | ------ |
|                      | pessoas | %     | pessoas  | %        | pessoas | %      |
| População            | 5410    | 100   | 2703     | 50       | 2707    | 50     |
| Densidade (pop./km²) | 33,9    | 100   | 16,9     | 16,9     | 17      | 17     |

De acordo com dados de 2002, o rendimento médio per capita ascendia a 1475,1 zł.

## Subdivisões
- Aksmanice
- Darowice
- Gruszowa
- Huwniki
- Kalwaria Pacławska
- Kłokowice
- Kniażyce
- Kormanice/Fredropol
- Koniuszki
- Kupiatycze
- Makowa
- Młodowice
- Młodowice Osiedle
- Nowe Sady
- Nowosiółki Dydyńskie
- Pacław
- Rybotycze
- Sierakośce
- Sólca

## Comunas vizinhas
- Bircza, Krasiczyn, Przemyśl, Ustrzyki Dolne.